# Nordico

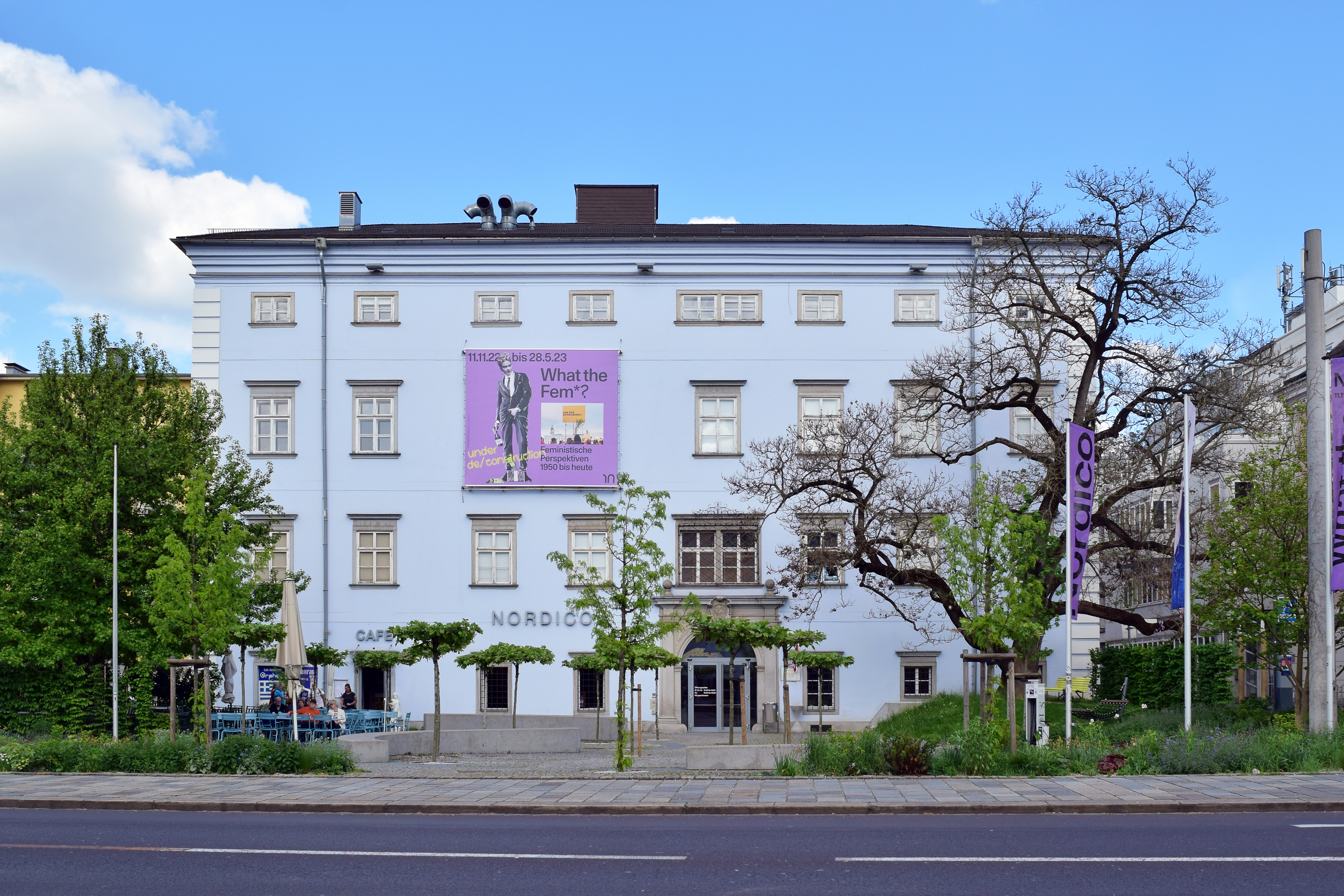
Stadtmuseum Nordico im Jahr 2023

Das Stadtmuseum Nordico ist ein Museum in der oberösterreichischen Landeshauptstadt Linz. Es befindet sich im Rathausviertel am Simon-Wiesenthal-Platz 1 (vormals Dametzstraße 23).

## Geschichte des Hauses
Das Gebäude wurde von 1607 bis 1610 von dem italienischen Baumeister Francesco Silva als Vorstadtpalais und Wirtschaftshof des Klosters Kremsmünster erbaut. 1673 bis 1675 wurde das Gebäude ausgebaut und teilweise umgestaltet. Im Festsaal sind Reste von Fresken aus der Zeit vor dem Umbau zu besichtigen.
Das Haus war von 1708 bis 1786 im Besitz der Jesuiten und wurde als Konvikt für Schüler aus Skandinavien (daher der Name „Nordico“) benutzt. Die protestantischen Zöglinge aus Schweden, Dänemark und Norwegen sollten katholisch erzogen werden, um später als Missionare in ihrer nordischen Heimat zu agieren. Nachdem sich für diese christlich gedachte Mission keine Freiwilligen fanden, wurden Soldatenkinder der herumziehenden Armeen gekauft und deren Unterhalt durch Zinsen aus erzbischöflichen Stiftungsgeldern finanziert.
Das Collegium ließ anstelle eines Stalles die Bethlehemkirche errichten (hier befindet sich jetzt die Dametzstraße). Diese war der Geburtskirche in Bethlehem nachempfunden, und ein unterirdischer Gang verband Kirche und Hauptgebäude. Die Kirche wurde im Jahr 1962 von der Stadt Linz samt dem Verbindungstrakt abgerissen, und im Zuge der Verbreiterung der Bethlehemstraße wurde das Nordico-Hauptgebäude um eine Fensterachse gekappt.
Im Jahr 1773 löste Joseph II. den Orden auf. Das Internat wurde geschlossen, und stattdessen wurden Wohnungen für die Bevölkerung errichtet.
In diesem Wohnhaus lebte u. a.  Franz Stelzhamer (1845). Auch Elisabeth Jung, die Mutter Marianne Willemers, der letzten Geliebten Goethe, wohnte hier, wo sie am 19. Juli 1844 hochbetagt starb. Seit 1851 war der Oberösterreichische Kunstverein im Gebäude untergebracht. Eines der Gründungsmitglieder war Adalbert Stifter.
Das Haus wurde von der Stadt Linz im Jahr 1911 erworben. Nach dem Ersten Weltkrieg wurde beschlossen, das Gebäude künftig als Museum zu nutzen, bis dahin dauerte es noch bis in die 1930er Jahre.
Durch den Ankauf der Sammlung Anton Pachingers wurde der Grundstein für das Museum gelegt.

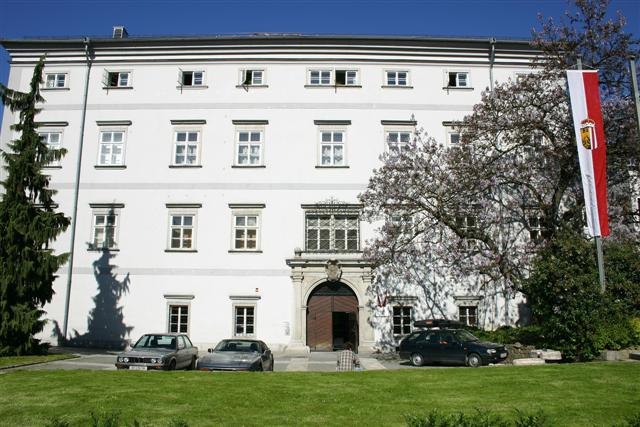
Nordico Museum im Jahr 2006

Von 1959 bis 1973 erfolgte etappenweise die Generalsanierung und der Ausbau zum Stadtmuseum. Im Jahr 1973 erfolgte die erste Ausstellung Linzer Stuckateure, die Rekonstruktion der Stuckdecken und Wiederanbringung von Fragmenten der Deckenmalerei bildeten den Anlass dafür.
Ab Oktober 2007 wurde das Stadtmuseum einer neuerlichen Generalsanierung unterzogen, während dieser Zeit fanden keine Ausstellungen statt. Am 18. Mai 2008 wurde das Nordico mit einem Tag der offenen Tür wiedereröffnet. Zur Neueröffnung war die Ausstellung „Tür an Tür“ mit Künstlern des Egon-Hofmann-Atelierhauses zu sehen.
Die Fassade in hellem Blau ist im Stil des 18. Jahrhunderts und der neue Schriftzug weist schon von Weitem auf das Museum hin. Es stehen nun rund 700 m² Ausstellungsfläche zur Verfügung.
Im Bereich des ehemaligen Refektoriums, dem Speisesaal des Collegiums, befindet sich seit 2010 das griechische Restaurant Orpheus.

## Gebäude
Die Gestalt des stattlichen, viergeschoßigen Baublocks über rechteckigem Grundriss stammt im Wesentlichen vom Ausbau um 1675. Das oberste Geschoß wurde erst 1721 aufgesetzt, ist niedriger und hat querrechteckige unverdachte Fenster. Die symmetrische Konzeption ist gestört, da der Bau 1962 aus Verkehrsgründen im Süden um eine Achse verkürzt wurde. Das Hauptportal aus Granit entstand nach 1710. Darüber befindet sich ein plastisches Wappenornament mit Hüftbildern der drei nordischen hl. Könige Erik, Olav und Knut und drei Palmblättern.

## Vorplatz
Die Gestaltung des barrierefreien Vorplatzes, dem Simon-Wiesenthal-Platz, sorgte für Diskussionen, da er einerseits als „Betonwüste“, andererseits von vielen mit der Atmosphäre eines „italienischen Vorstadtpalais“ angesehen wurde. Die ursprünglichen Pläne für die Neugestaltung hatten seitens des Linzer Architekten August Kürmayr eine intensive Bepflanzung des Platzes sowie eine Abgrenzung zur Straße hin vorgesehen. Der Platz wirkte nach der Renovierung durch Offenheit und seine Pflasterung, Grün war nur wenig zu sehen.
2012 wurde der Platz durch die blaue Betonskulptur „eS“ in Form des Buchstaben „S“ vom Künstlerduo PRINZGAU/podgorschek aufgelockert. Die Skulptur regt zur Auseinandersetzung mit Kunst an und sorgt gleichzeitig für neue Sitzmöglichkeiten. Gleichzeitig soll das „Es“ auf das Unbewusste in der Theorie von Sigmund Freud hinweisen. Ermöglicht wurde die Neugestaltung durch eine Spende des Rotary-Clubs, die Stadt Linz stockte den Betrag auf. „eS“ wurde aus den Vorschlägen von sechs Künstlern durch eine Jury ausgewählt.
Zu einer neuerlichen Umgestaltung kam es im Rahmen des Projekts „Gegen Hitzeinseln in der Stadt“ des Klimafonds der Stadt Linz im Jahr 2021. Geplant durch das Landschaftsarchitekturbüro Karin Standler wurde der Platz vor allem mehr begrünt. Der Pflasterbelag wurde teilweise aufgebrochen und stattdessen Pflanzenbeete angelegt, und der ursprüngliche Baumbestand wurde durch Amberbäume, Schirmplatanen und Lederhülsenbäume ergänzt, die Schatten spenden und den Vorplatz kühlen sollen.

## Ausstellungen und Themenbereiche
Im Museum Nordico findet man archäologische, kunst- und kulturgeschichtliche Ausstellungsstücke, die die Entwicklung der Region, besonders jedoch der Stadt Linz dokumentieren. Jährlich finden mehrere Ausstellungen zu verschiedensten Themen statt. Das Nordico wird seit 2010 von Andrea Bina geleitet. Künstlerische Direktorin ist seit 2017 Hemma Schmutz.

## Auszeichnungen
- 2024 wurden das Nordico und das Lentos mit dem österreichischen Umweltzeichen ausgezeichnet.[9][10]

- 2025 erhält das Nordico den Österreichischen Museumspreis[11]